# National Highway No. 8 (Taiwan)
National Highway No. 8 is een autosnelweg in Taiwan. De weg loopt van Táinán naar het district Xinhua, en vervolgt op de Provincial Highway No. 20. The totale lengte is 15,5 km. In februari 2000 werd de weg geopend. 

## Kruisingen met andere snelwegen en autowegen
- National Freeway 1 bij Tainan SIC. in Xinshi (Tainan)
- National Freeway 3 bij Xinhua SIC. in Xinhua (Tainan)

## Rijstroken
De rijstroken in elke richting zijn hieronder opgesomd.
- 2 rijstroken :
  - Tainan Top - Xinhua End